# Gripopteryx maculosa
Gripopteryx maculosa är en bäcksländeart som beskrevs av Jewett 1960. Gripopteryx maculosa ingår i släktet Gripopteryx och familjen Gripopterygidae. Inga underarter finns listade i Catalogue of Life.